# 滨田国松
滨田国松（日语：〔〕／ Hamada Kunimatsu，1868年4月2日—1939年9月6日），是日本的政治家。他担任过第31任众议院议长，隶属于立宪政友会的众议院议员。他曾在「腹切质问」事件中以大胆批判军人干政而闻名。

## 生平
滨田国松出生于三重县伊势市的山区，他滨田清三郎的养子。滨田自三重师范学校毕业后成为了一名小学教师，其后他于1891年移居东京学习法律，从东京法学院（现中央大学）毕业后便考取了律师资格。1904年，他第一次在三重县第2选区当选为众议员，从那之后他连续在该选区当选了12次。滨田在这一时期陆续加入了多个政党，他在1910年还参与组建了立宪国民党。
1920年他从众议院副议长（1917-1920）职位上卸任后，于1922年加入犬养毅组建的革新俱乐部。1924年1月30日，在大阪中央公会堂举行「宪法拥护关西大会」时，滨田作为护宪三派的领袖之一亦出席该会议；散会后他与护宪三派的领导人在回家途中所乘坐列车遭遇翻车事故，所幸未造成人员伤亡。1月31日，滨田在众议院就「列车翻车事件」的紧急提问中答道：翻车有人为因素，他看到有三名暴徒牵涉其中。最后调查会议因期间发生骚动而在休会时被解散。1925年，滨田加入立宪政友会，并于1927年在田中义一内阁中任司法政务次官；他在1934年至1936年当选为众议院议长。

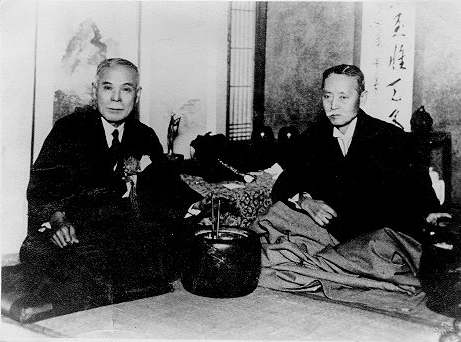
滨田国松与尾崎行雄议员 (左)

滨田曾和著名的自由主义者和反军部的政治家斋藤隆夫一同出版了一本关于反法西斯主义的书籍，他也在议会发表了大量反法西斯军事扩张的演讲，直到他在国会议员的任内逝世为止，期间他还曾因卷入人民阵线事件而被捕。1937年，他在众议院对广田内阁的陆军大臣寺内寿一大将展开「腹切质问」，期间对军方恣意干预政治的行为进行了激烈的批判。此时的滨田已经70岁且拥有30年的国会议员资历，他在军人干政的危机变得愈演愈烈的时候，依然不屈服于军部的淫威，这显示出了滨田身为政党政治家强烈的责任感。

## 荣誉
- 1938年（昭和13年）2月11日 - 从四位[3]
- 1939年（昭和14年）9月6日 - 勲一等瑞宝章（死后追授）

## 著作
- 浜田国松. . 森田書房. 1937-01. NDL 44033225.
- 斋藤隆夫; 浜田国松; 加藤勘十（日语：加藤勘十）. 報知新聞社編輯局編 , 编. . 第百書房. 1937-01. NDL 20580867.